# Municipio de Jonacatepec
El municipio de Jonacatepec es uno de los 36 municipios que conforman el Estado Libre y Soberano de Morelos, México. Su cabecera municipal es la localidad de Jonacatepec de Leandro Valle.

## Toponimia
Jonacatepec viene del náhuatl, de las radicales xonakat-l, ‘cebolla’, tepetl, ‘cerro’, y k, apócope del adverbio de lugar ko, y quiere decir, por tanto, ‘en el cerro de las cebollas’, como efectivamente existen, en los cerritos aledaños a la población, bulbos que producen unas azucenas blancas muy perfumadas.
De Leandro Valle es en honor a este héroe que cursó aquí sus primeras letras y vivió durante muchos años en esta población.

## Historia
Los primeros pobladores de Morelos fueron los Olmecas, esta cultura floreció en el periodo Arcaico, al desaparecer esta cultura aparecieron los Toltecas que emigraron, empezando a llegar otras poblaciones que pertenecían a los Chichimecas y Nahuas.
Los que se establecieron fueron los tlahuicas, quienes se mezclaron con otras etnias y así poblaron lo que es el estado de Morelos.
Su organización era comunal, fundaron los señoríos de Cuernavaca, Tlaquiltenango, Tetlama, Jiutepec, Yecapixtla, Yautepec, y el poblado de Jonacatepec pertenecía al de Oaxtepec, que era tributario de Moctezuma.
Los tlahuicas formaron la providencia del Atlalnahuac, la formaron 14 pueblos que son: Jonacatepec, Atotonilco, Xalostoc, Tetelilla, Tlayecac, Tepalcingo, Telixtac, Jantetelco, Axochiapan, Chalcatzingo, Atlacahualoya, Amacuitlapilco, Amayuca, y Tetehuamac.
Al desaparecer el pueblo de Tetehuamac, la cabecera principal quedó en Jonacatepec.
En el valle de Amilpas al oriente del estado de Morelos, se encuentra la zona arqueológica de «Las Pilas» dentro de los terrenos del actual balneario del mismo nombre. Las poblaciones prehispánicas asentadas en Mesoamérica acostumbraban construir, dentro de sus aldeas centros especiales para ceremonias.
Estos centros en general consistían en plazas flanqueadas, en sus cuatro costados, por estructuras. Usualmente se trataba de basamentos piramidales que tenían en su parte superior un templo construido de material perecedero (palma bajareque etc.) que a lo largo del tiempo se ha destruido.
Las evidencias arqueológicas indican que los pobladores de «Las Pilas» siguieron este modelo urbano. La construcción del balneario alteró la configuración original del sitio, de modo que el visitante actualmente puede observar sólo parte de lo que fue el centro ceremonial.
Aunque los hallazgos permiten afirmar que los primeros pobladores se establecieron en el año 1000 antes de Cristo y continuaron ocupando el lugar hasta la llegada de los españoles, los restos visibles fueron edificados entre los años 500 y 650 de nuestra era.
Los varios manantiales que rodean el sitio fueron indudablemente el elemento más importante para el establecimiento y el desarrollo de la población. Las exploraciones han puesto al descubierto una compleja red de canales, única en su género. El agua encausada hacia grandes depósitos, era almacenada para ser utilizada en tiempos de secas y distribuida a los campos de cultivo que se encontraban muy alejados de los manantiales. De esta forma se incrementó la producción agrícola, pudiéndose comerciar con sus excedentes y obtener así los objetos suntuarios que necesitaban para las ceremonias de su culto religioso y las ofrendas a sus muertos.
Uno de los elementos de cohesión de las comunidades prehispánicas fue la religión. En sus creencias religiosas, propias de los grupos mesoamericanos, los habitantes de «Las Pilas» enfatizaron el culto a las aguas, que era el elemento vital de su existencia. La importancia de este culto se evidencia por la presencia de varios entierros hallados en los canales, hasta donde sabemos es la primera vez que conductos de agua fueron usados como tumbas donde se depositaron restos humanos.
Probablemente se trataba de personajes de alto rango, ya que las ofrendas que los acompañaban eran sumamente valiosas. Había collares orejas y pectorales de jade, objetos de concha nácar, punzones de hueso tallados y una cantidad enorme de vasijas de barro del más puro estilo teotihuacano. Algunos contenían más de 300 objetos.
Una particularidad del sitio es que los restos humanos fueron colocados en los canales en una posición muy poco usual, llamada «flor de loto». Esta postura consiste en depositar el cuerpo semisentado con las piernas cruzadas y los pies descansando en el triángulo formado por la cadera y las rodillas. En algunos casos el difunto era inhumado en tumbas excavadas en forma cónica. Todo lo descrito anteriormente nos habla de la importancia que el sitio de «Las Pilas» tuvo en el contexto regional. Hortensia de Vega (1998).

## Medio físico

### Localización
El municipio se ubica geográficamente entre los paralelos 18°41′ de latitud norte y los 98°48′ de longitud oeste del meridiano de Greenwich, a una altitud de 1290 m s. n. m. (metros sobre el nivel del mar). Limita con los siguientes municipios, al norte con Temoac y Jantetelco; al sur con Axochiapan; al este con Jantetelco, al oeste con Ayala y Tepalcingo.

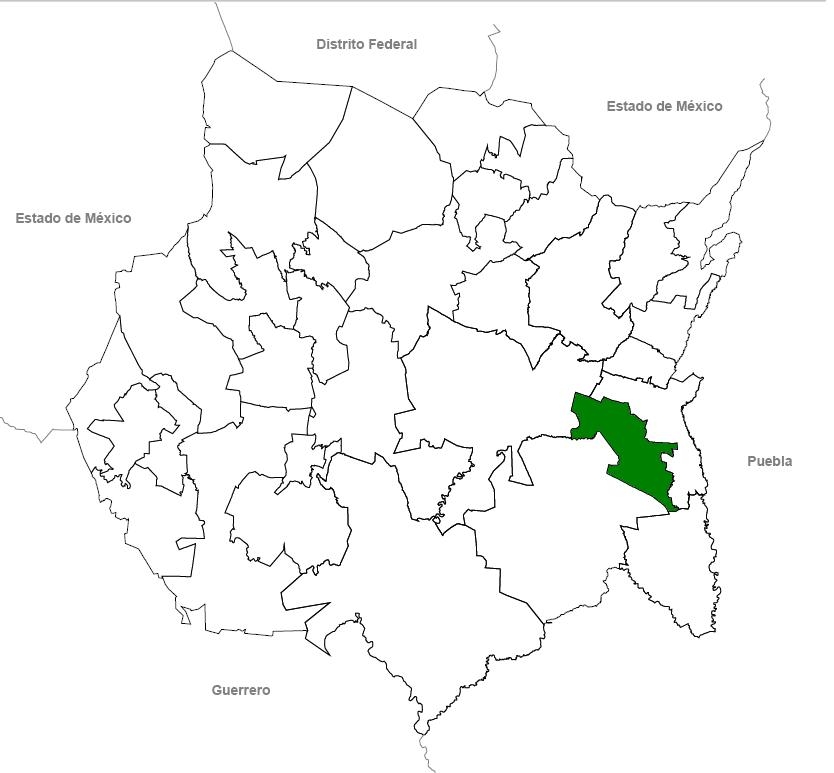
Ubicación de Jonacatepec en el estado de Morelos

Se encuentra aproximadamente a 20 minutos de la ciudad de Cuautla.
Dentro de las regiones fisiográficas del estado de Morelos, se considera Jonacatepec dentro de las provincias del Eje Neovolcánico. En el estado de Morelos se tienen áreas que corresponden a dos subprovincias del Eje Neovolcánico: La de Lagos y Volcanes de Anáhuac y la del Sur de Puebla.

### Extensión
Tiene una superficie de 97 795 km² que representa el 1,97 % de la superficie del estado.

### Orografía
Geológicamente este municipio ocupa formaciones que datan del Pleistoceno y Reciente (Q), Cenozoico Superior Volcánico (Csv), Intrusivo del Cenozoico Inferior (Cii), y Cenozoico Inferior (Ci).
En el municipio existen 9 cerros, considerados estos en la carta estatal de regionalización fisiográfica como sierra baja y tienen los siguientes nombres:
El cerro Tenango, con una altura de 500 m y en la parte oriente.
El cerro Del Cuachi, al lado occidente, con una altura de 390 m.
Los Cerritos (dos cerritos), al lado sur de la cabecera municipal, con una altura de 100 m.
El cerro Pedregoso, con una altura de 100 m.
El cerro El Mirador, con una altura de 50 m.
El cerro Jonacatito, con una altura de 20 m.
El cerro Yolotzi, al lado occidente, con una altura de 170 m.
El cerro Colorado, al lado occidente, con una altura de 300 m.
El cerro de La Playa al lado occidente, con una altura de 250 m.
Cabe mencionar que los cerros más importantes y representativos dentro del municipio son: el Del Cuachi, El Tenango, el cerro de La Playa y El Colorado. Los cerros restantes son cerritos de no más de 270 m de altura.
Estas zonas accidentadas abarcan el 14 % del territorio del municipio, es decir, 13 691,3 km², y el 86 % es planicie o valle, que ocupa una superficie de 84 103,7 km².

### Hidrografía
El municipio pertenece a la región hidrográfica del río Balsas y está dentro de la cuenca del río Atoyac. Es atravesado en su parte oriente por el río Amatzinac dando origen a la barranca «El Zacate», y es cruzada en la parte media por una corriente que nace cerca del pueblo de Amayuca y que va a formar el río Tepalcingo, dicha corriente recibe el nombre de barranca Xochicuapan, así también entre los límites de Jonacatepec y Jantetelco nace la barranca Apilcuazco.

### Clima
Cálido-subhúmedo, con lluvias en verano (aw), con una precipitación pluvial media anual que oscila entre 800 y 980 milímetros, y una temperatura promedio anual de 24 °C

## Demografía
De acuerdo con los resultados que presentó el II Conteo de Población y Vivienda en 2005, el municipio cuenta con un total de 13 598 habitantes.

### Localidades
En el censo de 2020 el municipio de Jonacatepec contaba con 26 localidades.
| Código INEGI    | Localidad               | Población (2020) |
| --------------- | ----------------------- | ---------------- |
| 170130001       | Jonacatepec             | 8 474            |
| 170130006       | Tetelilla               | 4 278            |
| 170130002       | Amacuitlapilco          | 2 649            |
| 170130007       | Tlayca                  | 513              |
| 170130037       | Santa Cruz              | 434              |
| 170130055       | Colonia las Cuevas      | 83               |
| 170130014       | La Cuenca Lechera       | 51               |
| 170130053       | Colonia San Martín      | 41               |
| 170130019       | El Puente Colorado      | 40               |
| 170130048       | El Pedregal             | 25               |
| 170130011       | La Divina Providencia   | 14               |
| 170130010       | Las Bugambilias         | 12               |
| 170130052       | Barrio de San Martín    | 12               |
| 170130045       | Campo Piedra Rajada     | 11               |
| 170130039       | El Carrizal             | 9                |
| 170130051       | Tetelilla               | 9                |
| 170130004       | Exhacienda Montefalco   | 6                |
| 170130024       | Campo del Barro         | 6                |
| 170130036       | Rancho la Misión        | 6                |
| 170130027       | Colonia Juárez          | 5                |
| 170130041       | Rancho los Mangos       | 5                |
| 170130049       | El Rancho de Chabelo    | 4                |
| 170130026       | Colonia Emiliano Zapata | 2                |
| 170130040       | Las Granjas             | 2                |
| 170130046       | La Casa de Piedra       | 2                |
| 170130042       | Rancho el Abrevadero    | 1                |
| Total municipal | Total municipal         | 16 694           |

### Grupos étnicos
En el municipio, solo se conoce a un pueblo indígena, que es Amacuitlapilco, y se cree que es de ascendencia tlahuica. En el 2000, la presencia indígena en el municipio corresponde a 124 habitantes hablantes de lengua indígena, lo que representa el 1,05 % de la población municipal.
De acuerdo a los resultados que presentó el II Conteo de Población y Vivienda en el 2005, en el municipio habitan un total de 54 personas que hablan alguna lengua indígena.

### Religión
A continuación se mencionan las religiones registradas y el número de creyentes de cada una de ellas:
Católica con 10 373 habitantes, evangélica con 607 personas, judaica con 28 creyentes.

## Educación

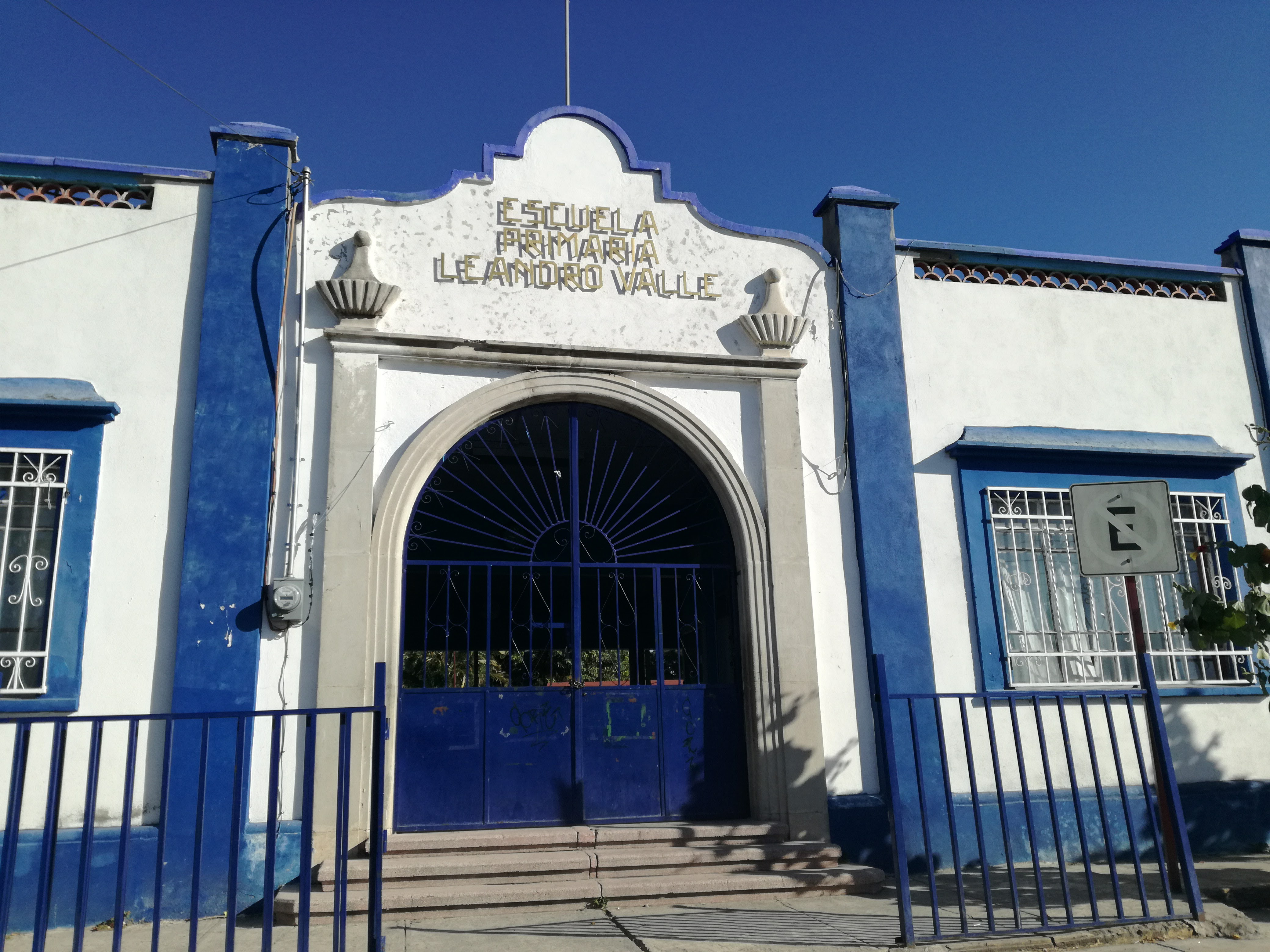
Escuela Leandro Valle Jonacatepec

Existe la infraestructura adecuada para impartir educación preescolar, primaria y secundaria, y bachillerato; además, se cuenta con una sede regional universitaria de la UAEM. También se imparten cursos de educación para adultos y capacitación para el trabajo.
Dos instituciones privadas de educación en Jonacatepec son el Colegio El Peñón para varones, que tiene también una escuela de futbol asociada con el Club Atlas (Atlas-Peñón) y el Colegio Montefalco para mujeres.
En educación primaria, Jonacatepec cuenta con primarias de mucha tradición histórica, como la escuela primaria Cuauhtémoc y la primaria Leandro Valle. La preparatoria Manuel Noceda Barrios es el bachillerato público con más prestigio. Otras escuelas con importancia en el municipio son el colegio particular Quetzali y la escuela secundaria técnica n.º 10 (Xonacatepetl).

## Salud
La población derechohabiente de las instituciones de seguridad social al 31 de diciembre de 1995 en el municipio es de 3026 personas, distribuidas de la siguiente manera: 1177 reciben el servicio del IMSS y 1849 para el ISSSTE. Estos números representan el 22,99 % del total de la población municipal con acceso a dicho servicio. La asistencia social es muy importante de señalar ya que cubre el 77,01 % de la población, por supuesto sin dejar de señalar los servicios médicos particulares que representan un apoyo significativo en la asistencia médica.
Los servicios médicos son proporcionados por centros de salud dependientes de la Secretaría de Salud y Asistencia Social, y en la cabecera municipal hay un puesto periférico del ISSSTE, y clínicas y médicos particulares.

## Deporte
En la actualidad Jonacatepec se ha dado a la tarea de impulsar el deporte organizado a través de una estructura básica que conlleve a resultados positivos en el corto plazo, para cumplir con éstos objetivos se ha formado un grupo de entrenadores que encaucen a la niñez analizando sus habilidades en el deporte, para ello se cuenta con las instalaciones suficientes donde se puede practicar toda una amalgama deportiva, competitiva con resultados óptimos para el municipio. Se pretende por parte del ayuntamiento ser el enlace entre los entrenadores y los niños y jóvenes con habilidades físico deportivas con posibilidades de sobresalir. La infraestructura con que se cuenta es 1 Unidad deportiva y 10 áreas públicas recreativas.

## Vías de comunicación
Jonacatepec, es considerado como uno de los municipios mejor comunicados, cuenta con 73,10 km de carretera, de los cuales 60,20 km son de cobertura estatal pavimentada y 12,90 km de carreteras vecinas revestidas, comunicando a los municipios de Cuautla, Tepalcingo, Axochiapan, Jantetelco, Temoac, Zacualpan, y los estados de Puebla y Oaxaca.

## Transporte

### Autobuses de pasajeros
Llegan varias líneas de autobuses a Alpoyeca, y son las siguientes:
| Líneas de autobuses      | Destinos                                      |
| ------------------------ | --------------------------------------------- |
| Autobuses SUR            | Terminal de Autobuses de Pasajeros de Oriente |
| Autos Pullman de Morelos | Terminal Central de Autobuses del Sur         |
| Autobuses Altamar        | Terminal Central de Autobuses del Sur         |

## Turismo
En el ámbito turístico en Jonacatepec, se puede visitar el Templo y Exconvento de San Agustín del siglo XVI, el balneario de Las Pilas que en su interior tiene una zona arqueológica, el monumento y la casa del héroe de la Reforma, el general Leandro Valle.

### Monumentos históricos
Sitios arqueológicos e históricos cercanos
Pueblo de Chalcatzingo. Iglesia patronal de San Mateo, junto a la capilla del Padre Jesús, del siglo XVI.
Zona arqueológica de Chalcatzingo. Varias construcciones y relieves arqueológicos. Las más antiguas datan de más de 600 años a. C.
Jonacatepec

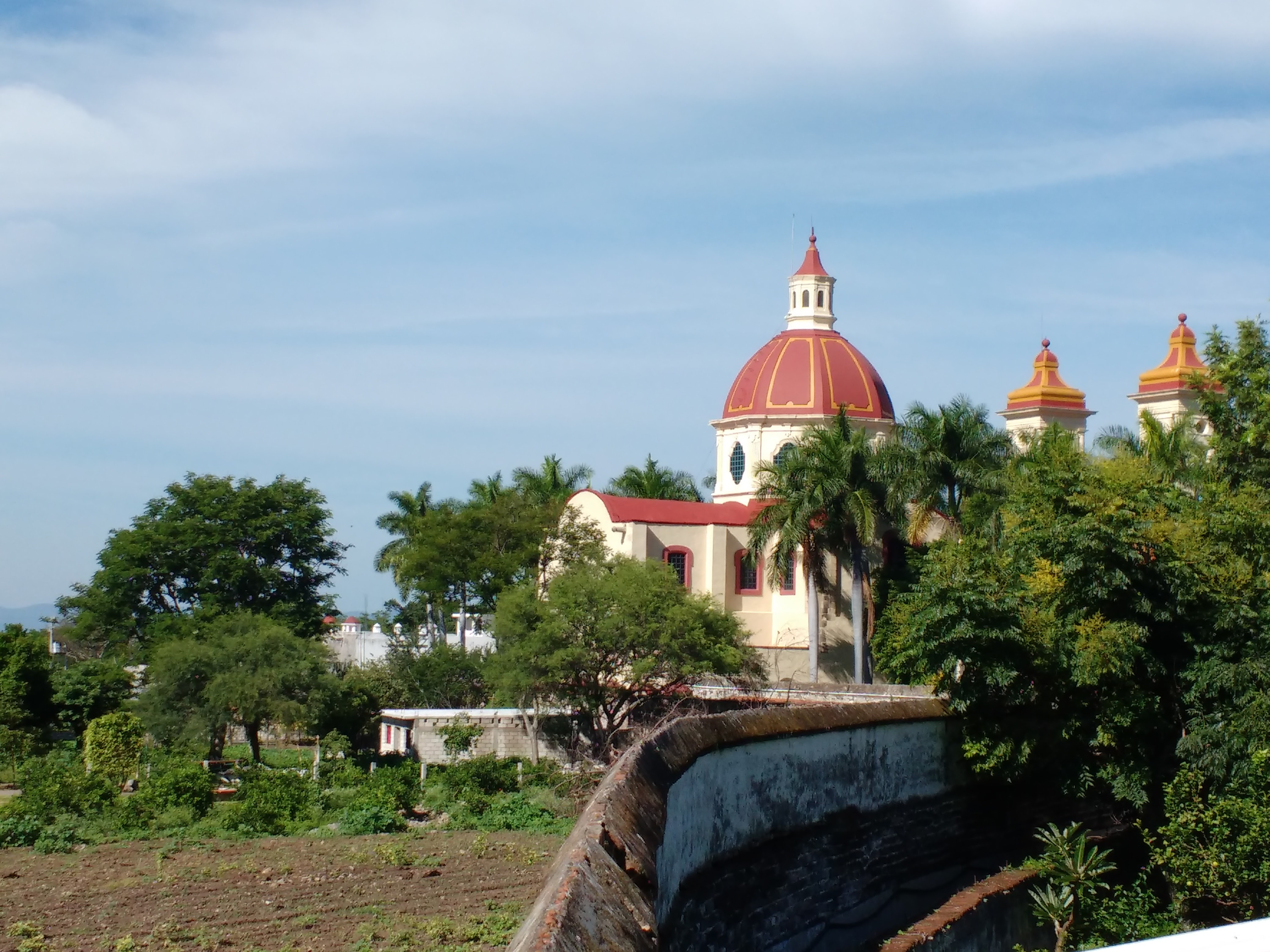
La exhacienda de Montefalco es un monumento histórico de Morelos

Convento Agustino del siglo XVI. Casa del héroe de la Reforma Leandro Valle y lugar importante de la lucha revolucionaria de los zapatistas.
Hacienda de Santa Clara. Casco de la hacienda azucarera de Santa Clara de Montefalco, que dominó la región desde la colonia hasta la revolución zapatista de 1910. No está abierta al público.

### Centros turísticos
Balneario de «Las Pilas» con alberca, chapoteadero, áreas verdes y ruinas arqueológicas, ideal para acampar y convivir con la familia.
Centro recreativo «Tlanextli» en Jonacatepec.
También se encuentra el «Hotel Mary», ubicado a centro del municipio; cuenta con piscina, áreas verdes y cancha de frontón.
Un excelente lugar para hospedarse es el «Hotel Paraíso», ya que cuenta con restaurante, piscina, cancha de básquetbol, servicio de estacionamiento e internet inalámbrico de alta velocidad, así como con una inmejorable atención por parte de su personal.

## Fiestas y tradiciones
Las fiestas populares son: 28 de agosto Fiesta del Patrón del Pueblo, San Agustín, en la cual se realiza una cabalgata, el 5 de mayo, fiesta cívica con carros alegóricos, corrida de toros y teatro; 1 y 2 de noviembre, conmemoración de Todos los Santos y fieles difuntos; y 12 de diciembre, fiesta en honor a la virgen de Guadalupe con feria y danza de vaqueritos; Feria de la Cebolla en el mes de diciembre.
Trajes típicos. El chinelo, presenta en apariencia un personaje con ropas viejas, máscara burlona y sombrero, portando un animal disecado.

### Gastronomía
En cuanto a los alimentos de la región consumidos por los habitantes del municipio son: Mole verde de pepita (pipián) con tamales de ceniza, mole rojo de guajolote, cecina con queso, crema y salsa verde con guaje, barbacoa de cabrito y güilotas (palomas silvestres) guisado en pipián o en salsa verde. En Jonacatepec es en donde además existe una gran variedad de recetas de cocina a base de cebollas (21 recetas).

## Principales localidades
Las localidades del municipio son:
Jonacatepec
Cabecera municipal.
Amacuitlapilco
A 1,5 km de distancia de la cabecera municipal, con una población de 1873 habitantes, considerado como pueblo indígena de ascendencia tlahuica.
Tetelilla
A 8 km, de la cabecera municipal, con una población de 3041 habitantes.
Tlayca
A 4 km de distancia de la cabecera municipal, con una población de 506 habitantes.

## Hermanamientos
La ciudad de Jonacatepec está hermanada con 8 ciudades alrededor del planeta:
- Camagüey (2011)[5][6]
- Tlaxcala San Juan Totolac (2015)[7]